# 香港仔海浜公園

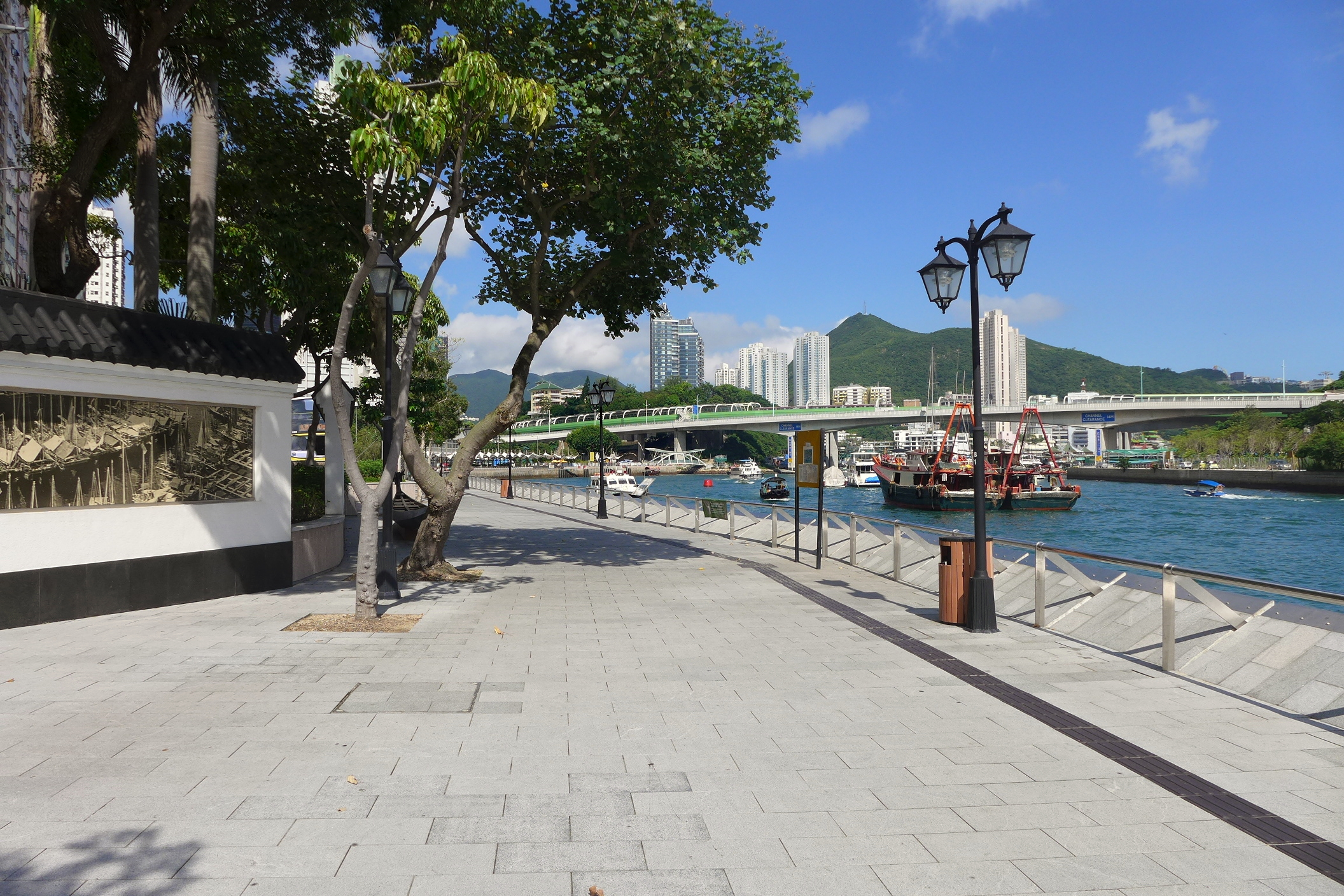
香港仔海浜公園

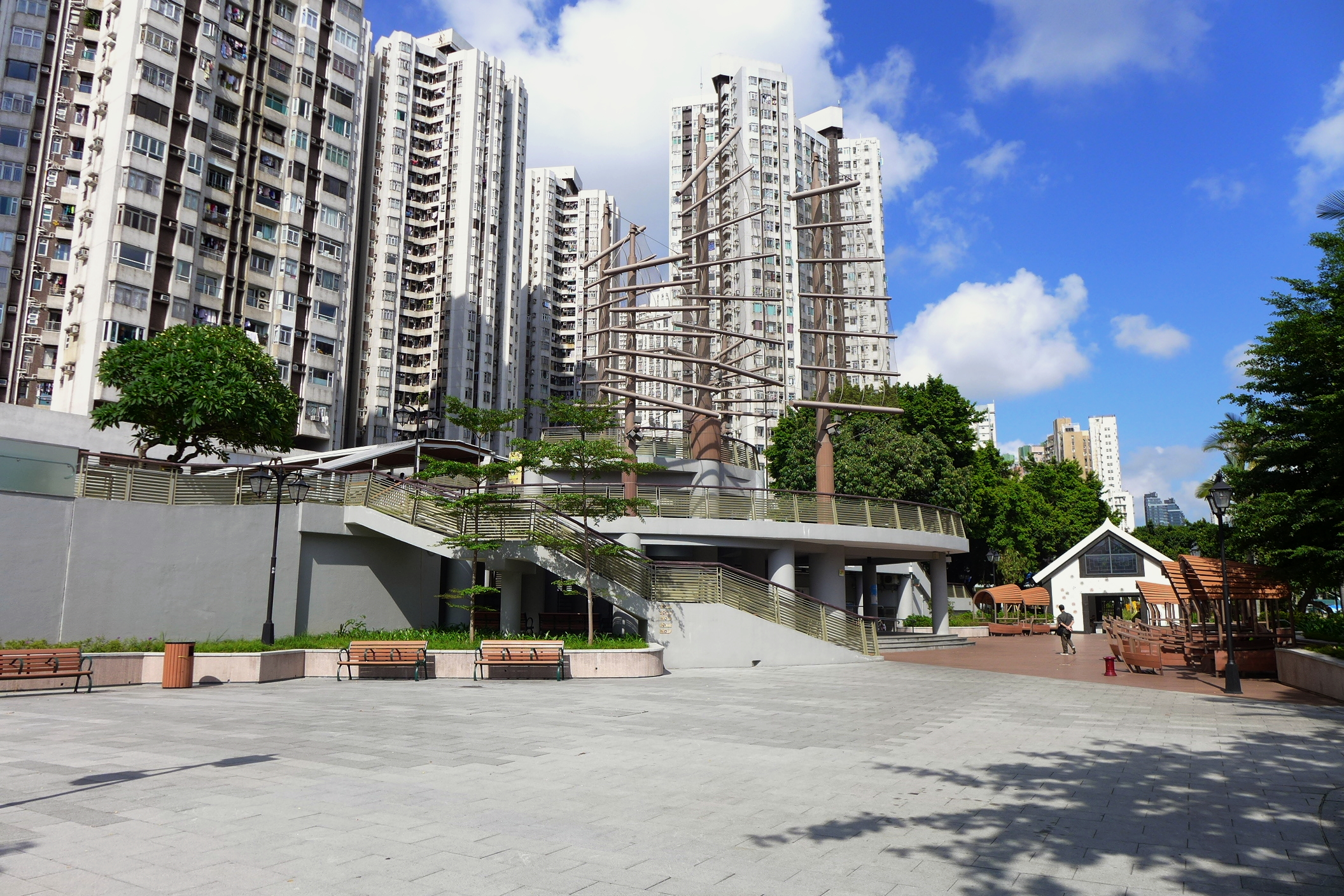
2014年のリニューアルでできた帆船のモニュメント

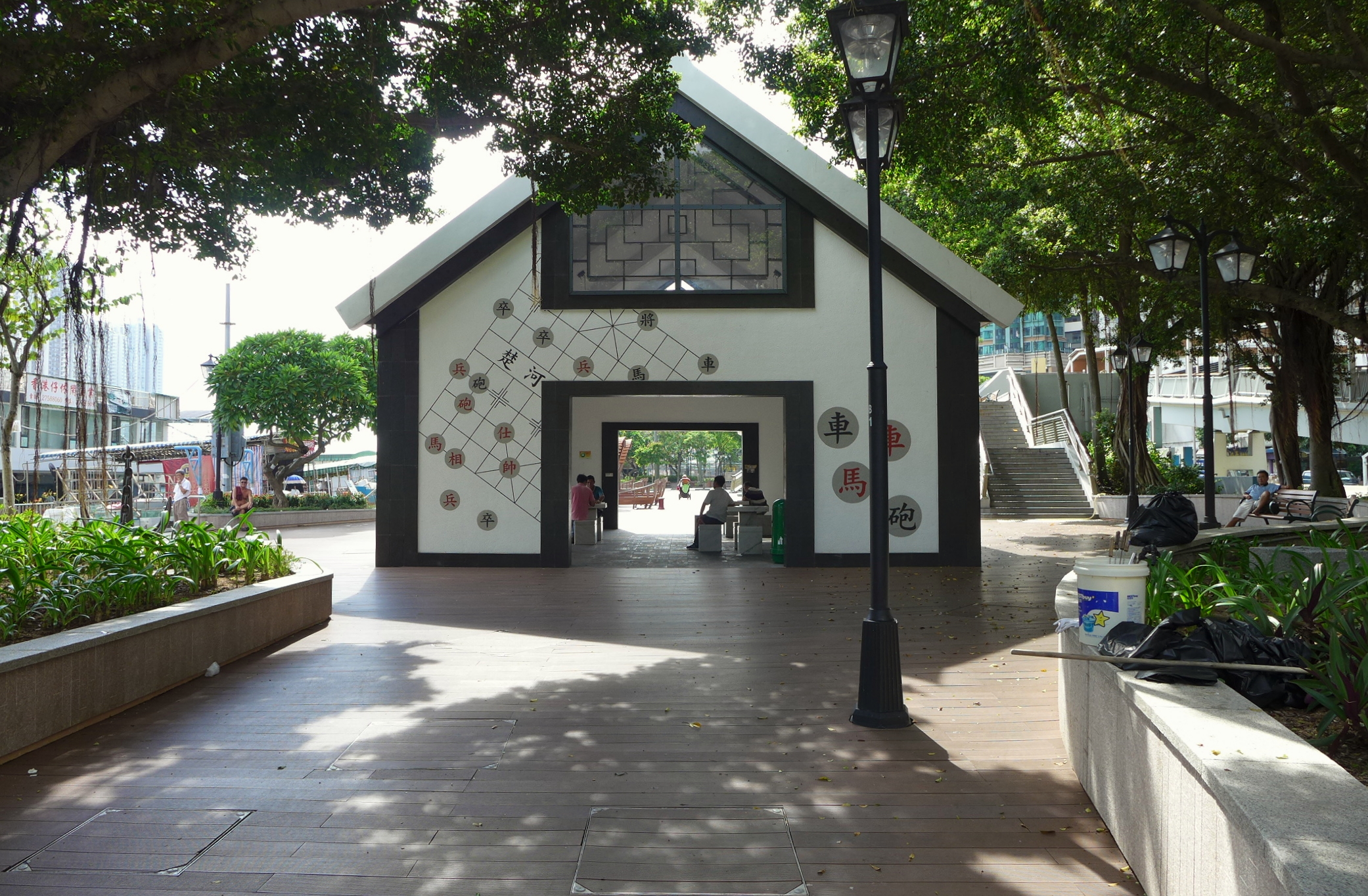
2014年のリニューアルでできた東屋

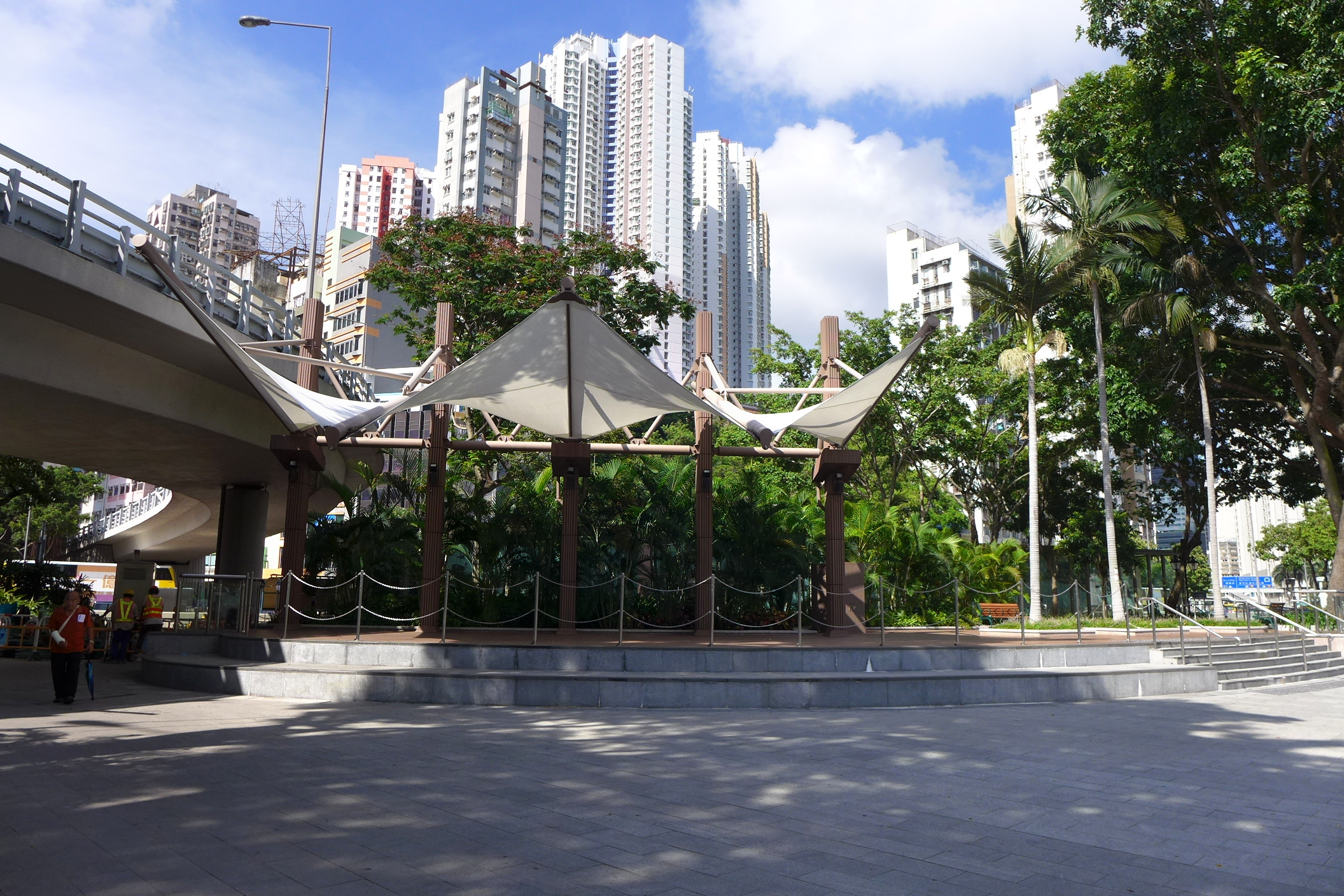
2014年のリニューアルでできたステージ

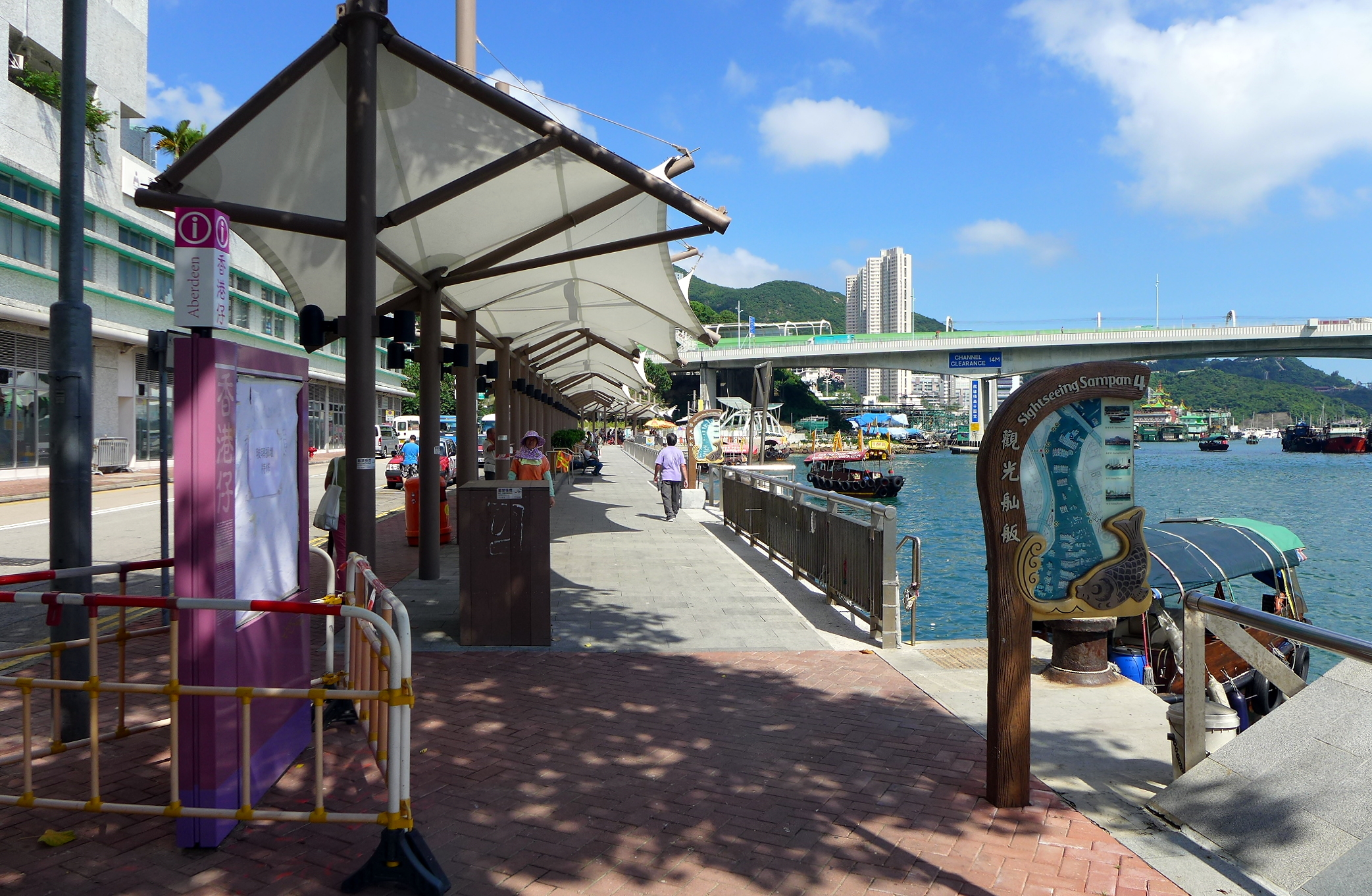
海浜公園の端には観光用サイパンの埠頭が設置されている

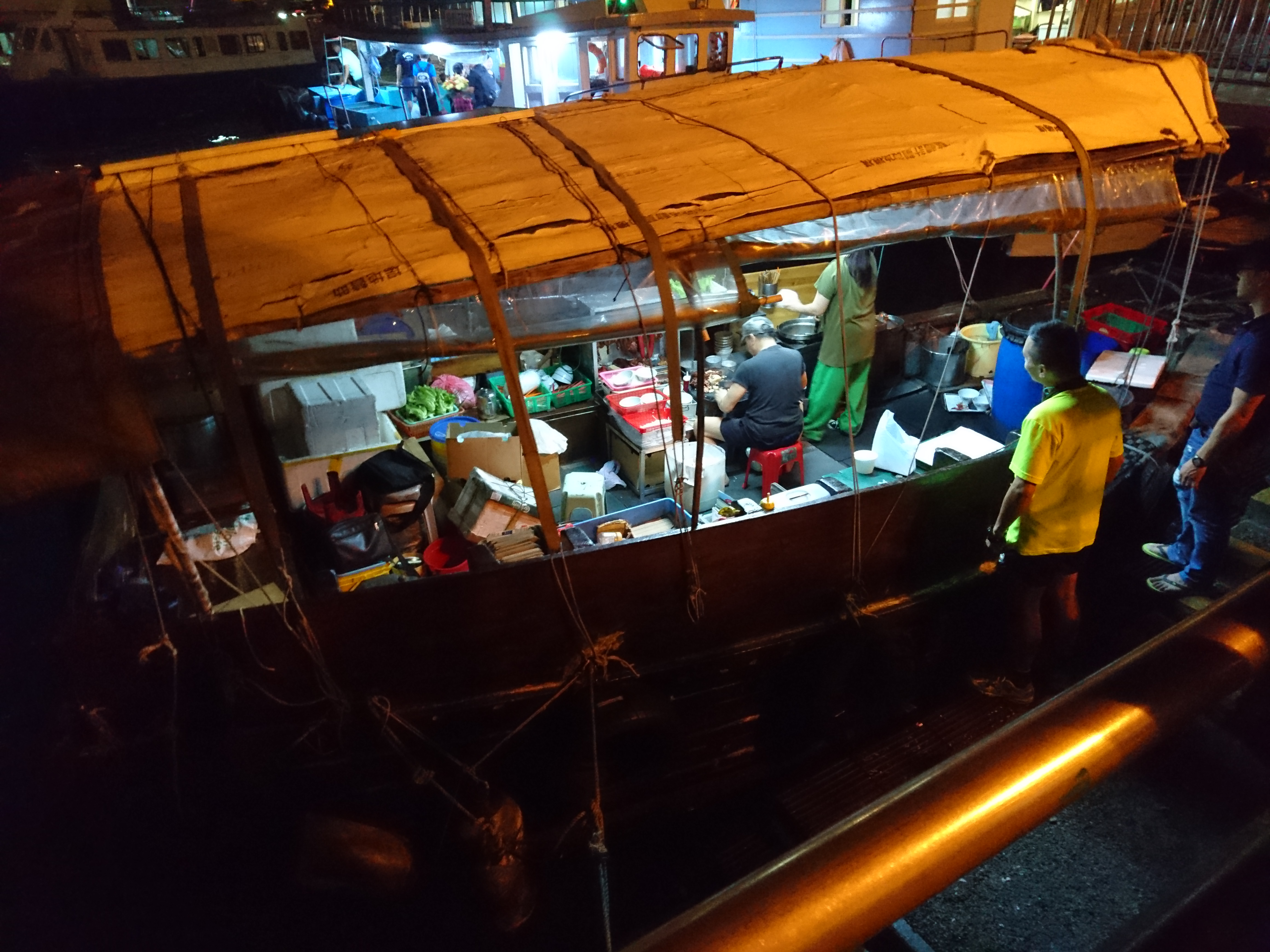
香港仔海浜公園の海側にある「艇仔粉」

香港仔海浜公園（ホンコンしかいひんこうえん、中国語: 香港仔海濱公園、英語: Aberdeen Promenade）は、香港にある海浜公園であり、香港島香港仔の湾の北岸に位置する。1992年に完成し、香港娯楽・文化局が管理している。

## 歴史
1970年代中頃、香港仔の海の埋め立て工事が始まり、その土地は主に香港仔中心や香港仔海傍道の建設に使用された。香港仔海旁道以南の土地は、憩いの場とするべく海浜公園が建設された。公園は1992年に完成し、尖沙咀海浜花園、荃湾海浜公園に次いで香港で3箇所目となる海浜公園となった。

## 施設
香港仔海浜公園の西端は、香港仔海旁道と香港仔大道の交差点の近くにあり、それより先は湾に沿ってのびる香港仔魚類卸売市場となっている。東端は香港仔海旁道と觀海徑の交差点の近くにあり、逸港居と香港仔テニス&スカッシュセンターに接している。全長は約800メートルある。
香港仔海浜公園には、屋外の広場、児童向けの遊具、バスケットボールコートなどが設置されている。海沿いには多数の埠頭が設置されており、鴨脷洲、南丫島、蒲台島、長洲島といった各島や、ジャンボキングダム(2020年3月以来閉鎖)への船が出航している。

## ギャラリー

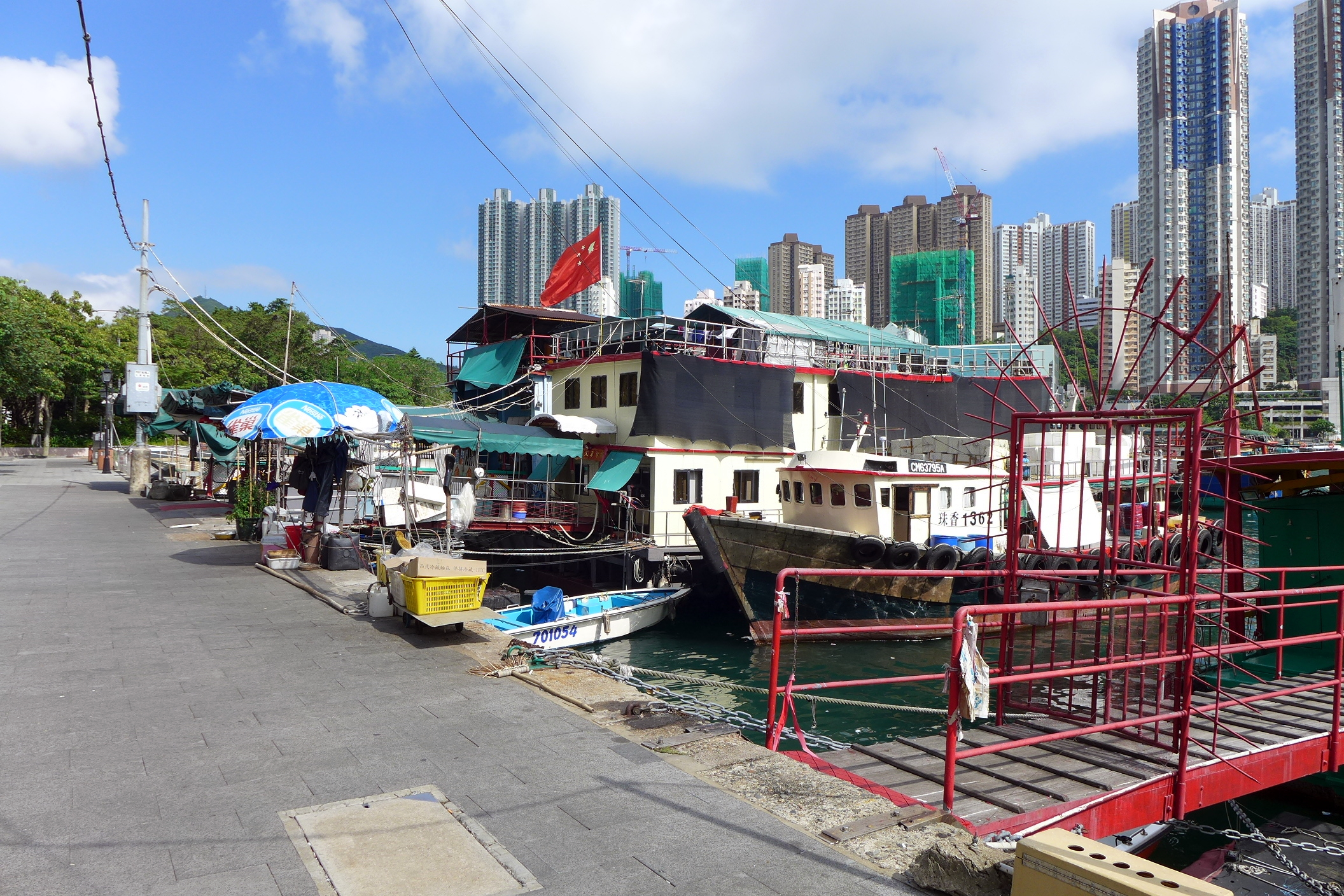
埠頭
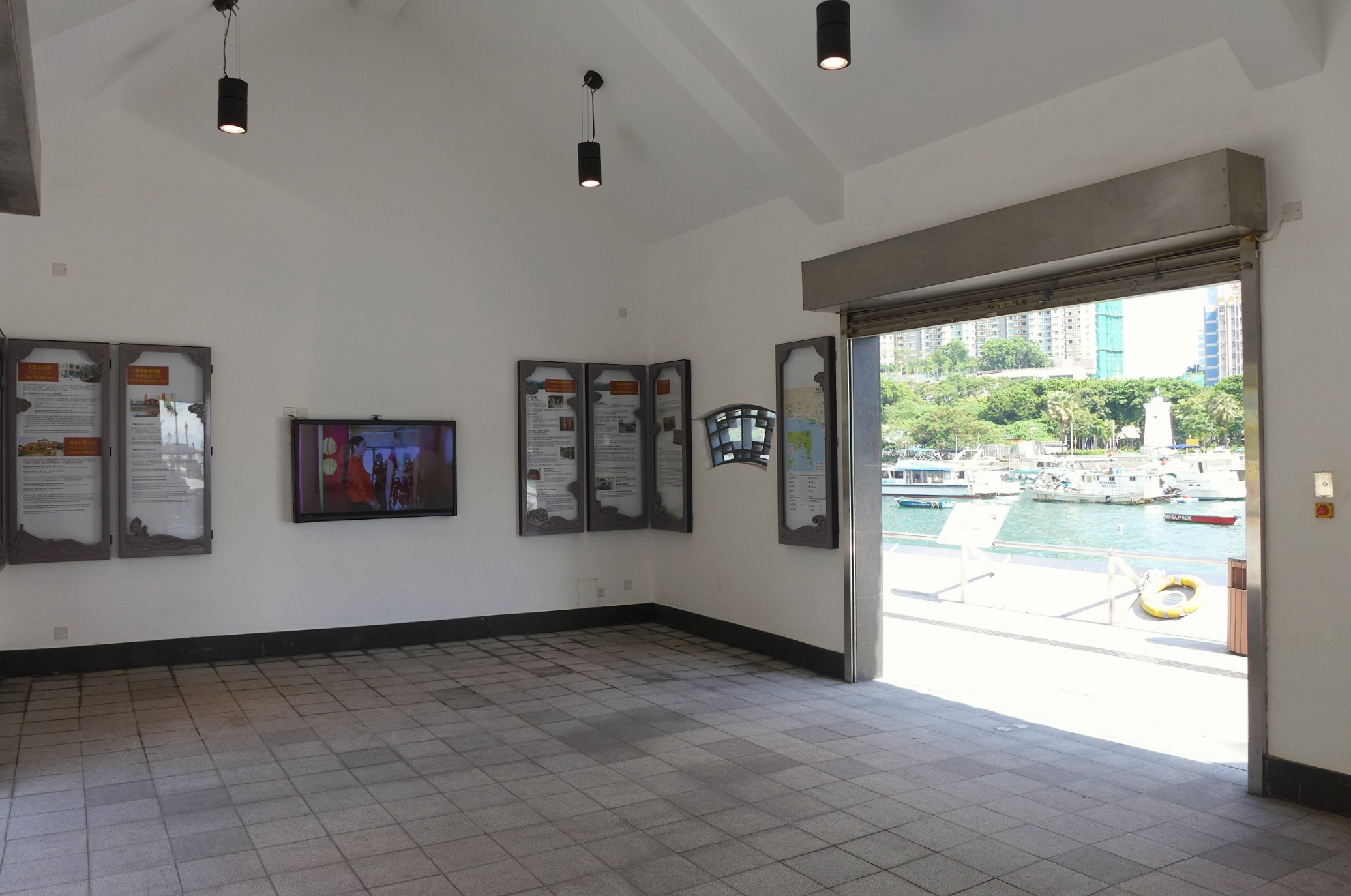
観光センター
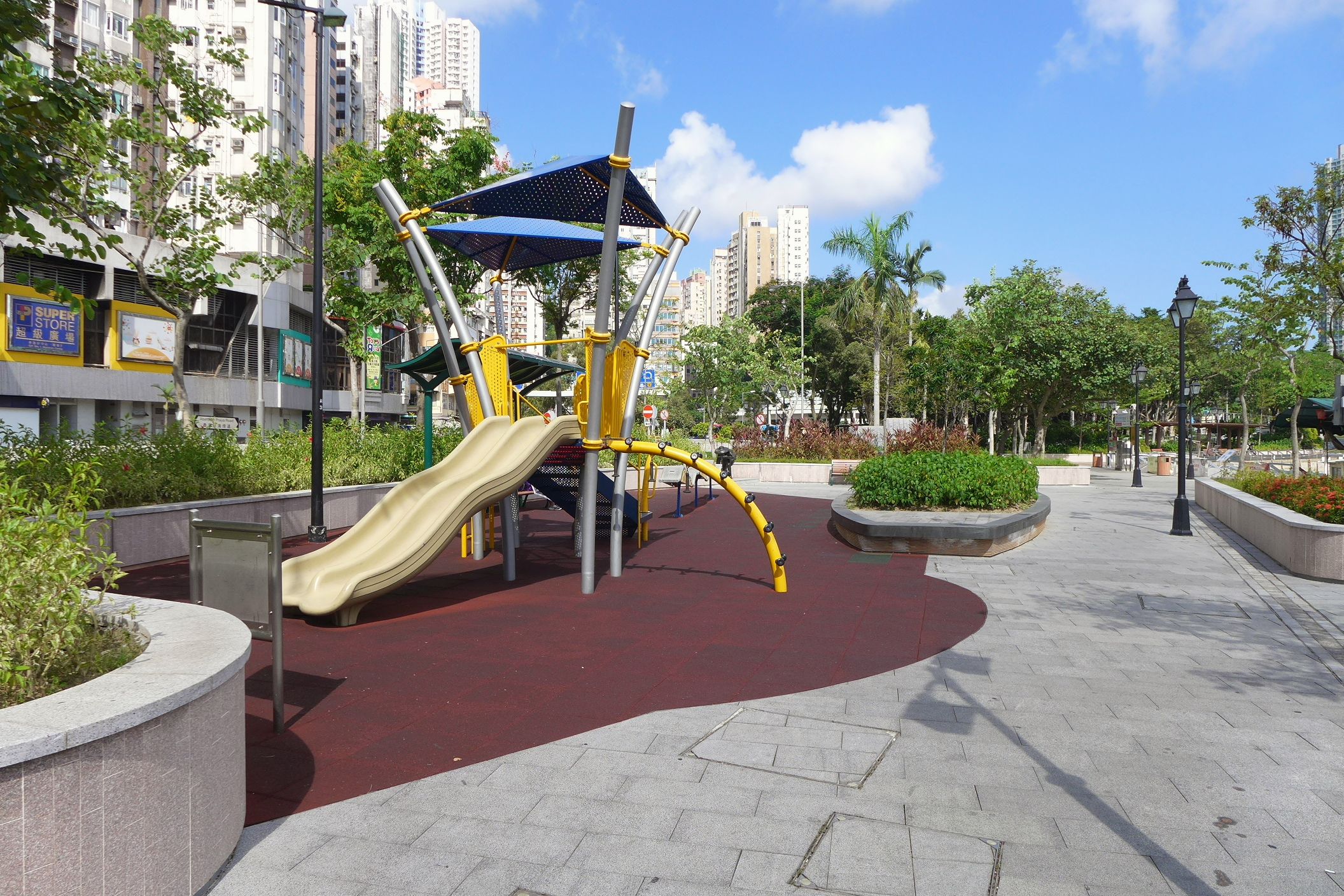
児童遊具
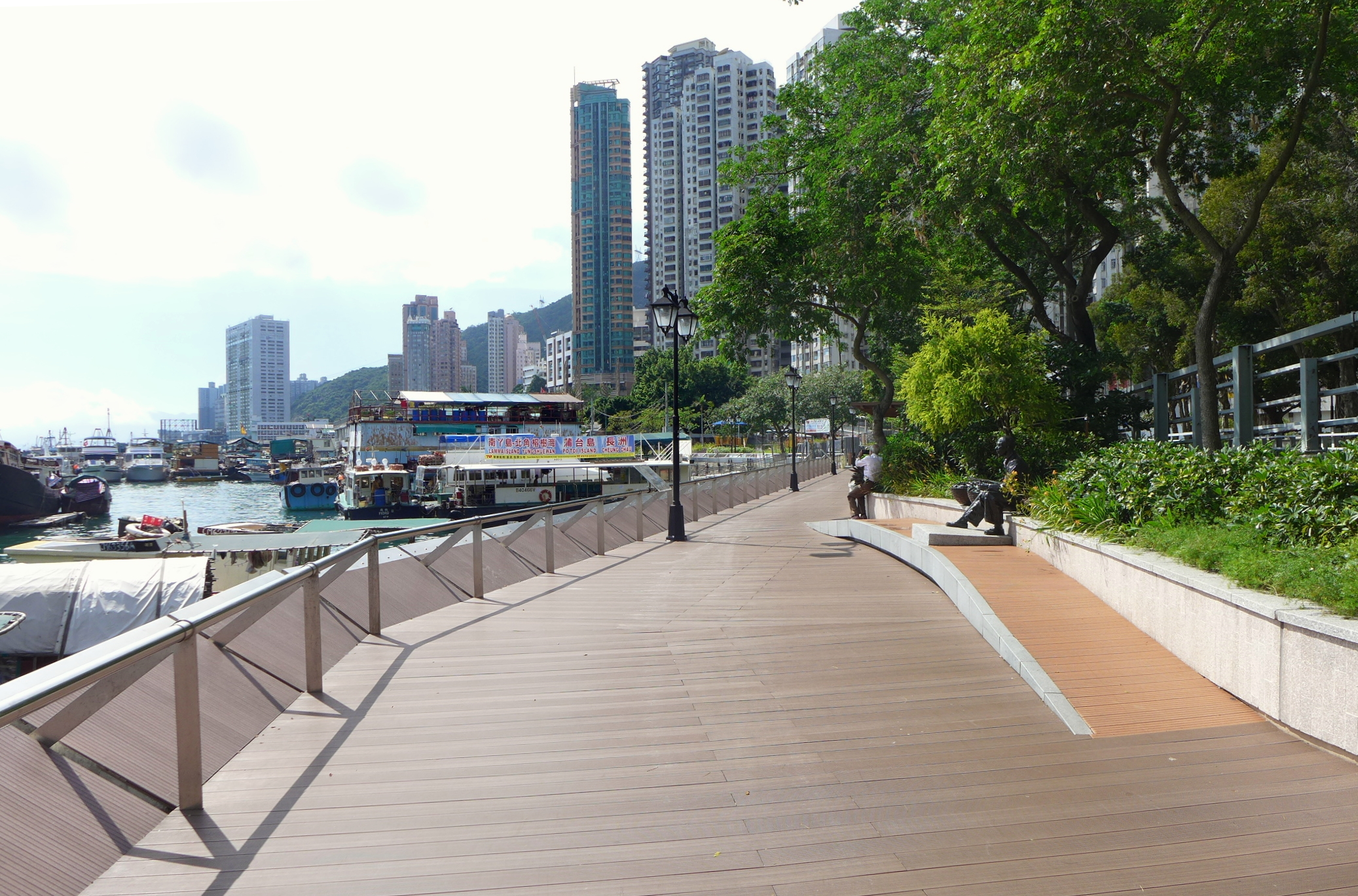
香港仔海傍道から香港仔大道に至る高架道路の横にある歩行者用ウッドデッキ
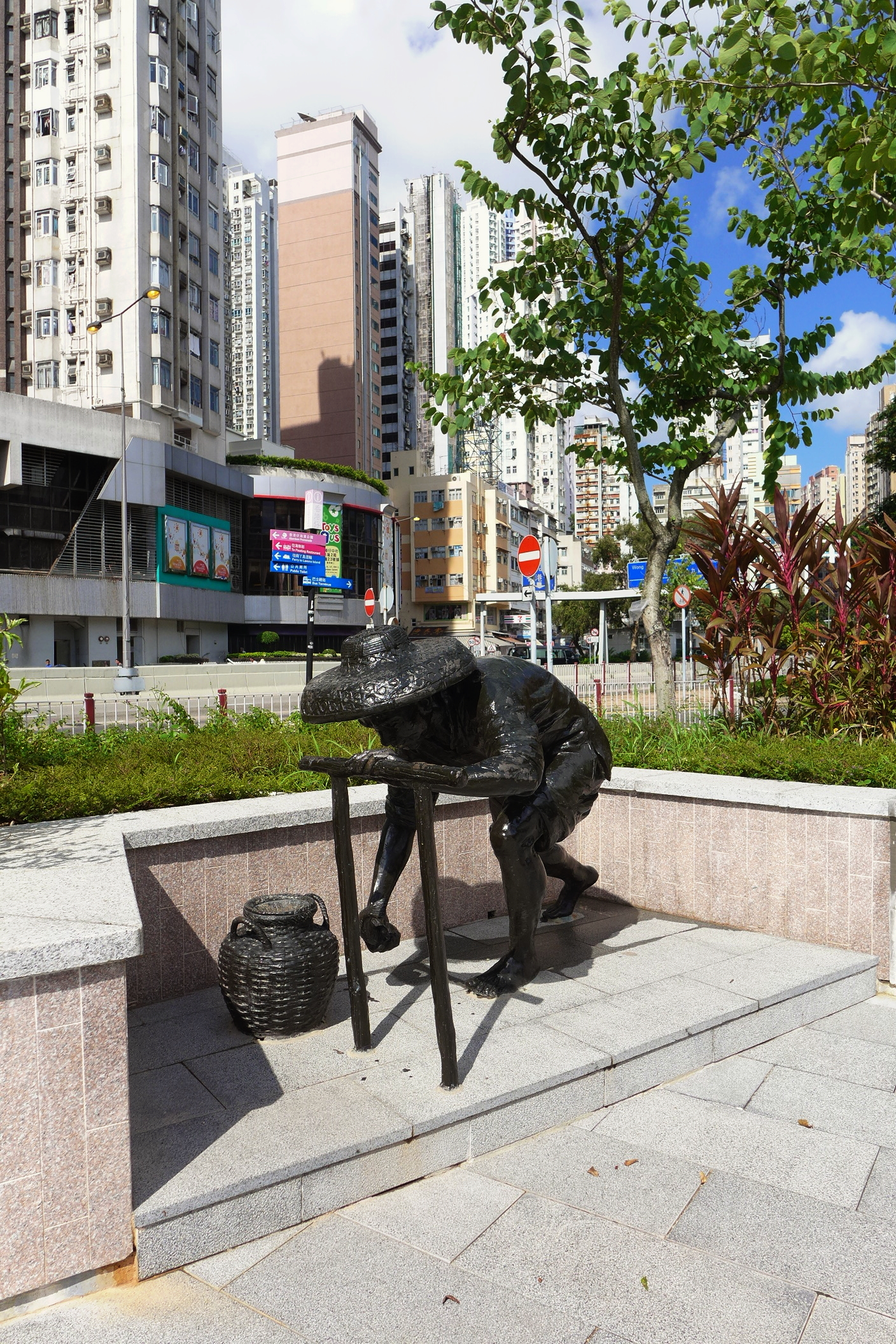
漁港をテーマにした彫刻

## 将来の計画
南区の協議会は、区の「重点プロジェクト」として觀景台付近に海鮮レストランの建設を提案した。レストランチェーン「稻香集團」のグループの資金で運営し、8,000万元を要するこのプロジェクトは、多くの議員が反対の立場をとり、最終的に保留となった。

## 喫煙
喫煙区域以外は禁煙となっている。

## 周辺施設
- 香港仔魚類卸売市場
- 香港仔テニス&スカッシュセンター